# Olympiodoros der Ältere
Olympiodoros der Ältere war ein spätantiker Philosoph. Seine Lehrtätigkeit in Alexandria fällt in die erste Hälfte des 5. Jahrhunderts. Er befasste sich hauptsächlich mit der Auslegung der Lehren des Aristoteles. Sein bekanntester Schüler war der Neuplatoniker Proklos.
Olympiodoros der Ältere ist nicht zu verwechseln mit Olympiodoros dem Jüngeren.